# Партизанское (Николаевская область)
Партизанское (укр. Партизанське) — село в Витовском районе, Николаевской области, Украина.
Основано в 1937 году. Население по переписи 2001 года составляло 636 человек. Почтовый индекс — 57241. Телефонный код — 512. Занимает площадь 0,57 км².

## Местный совет
57240, Николаевская обл., Витовский р-н, с. Партизанское, ул. Торговая, 5, тел.: 28-01-67